# Drake Callender
Drake Steven Callender (nascut el 7 d'octubre de 1997) és un jugador de futbol professional nord-americà que juga com a porter al club Inter Miami de la Major League.

## Inicis
Callender va jugar a futbol juvenil amb el Cap FC United i el Placer United, abans de formar part del planter dels San Jose Earthquakes del 2013 al 2016.
El 2016, Callendar va començar a jugar a futbol universitari amb els Golden Bears de Califòrnia. En quatre temporades, Callender va fer 54 aparicions, mantenint 16 cops la porteria en blanc. Va ser nomenat al primer equip de la regió All-Far West de la NCAA de United Soccer Coaches i al primer equip All-Pac-12 per a la temporada 2017. Per a la temporada 2018, va ser nominat a la pretemporada a la MAC Hermann Trophy Watch List i va guanyar els honors del tercer equip de la regió de l'All-Far West de la NCAA de United Soccer Coaches i els honors del segon equip All-Pac-12.
Mentre estava a la universitat, Callender va passar temps amb els San Francisco Glens de la USL League Two, però no va aparèixer a l'equip durant la temporada 2019.

## Carrera
El 12 de novembre de 2019, l'Inter Miami va adquirir els drets de Callender als San Jose Earthquakes a canvi de la 27a selecció del draft de la MLS SuperDraft 2020, i potencialment fins a 150.000 dòlars en diners d'assignació general si Callender compleix determinades condicions basades en el rendiment. Es va unir a la plantilla del club abans de la seva temporada inaugural de la Major League Soccer el 2020.
Callender va fer el seu debut professional el 7 de maig de 2021, com a titular del Fort Lauderdale CF, filial de l'Inter Miami, contra l'Union Omaha a la USL League One. Callendar va fer sis parades durant la victòria inaugural de la temporada 2023 de l'Inter Miami contra el CF Mont-real, fet que li va fer guanyar un lloc a l'equip de la jornada de la lliga durant la primera setmana.

## Palmarès
Estats Units
- Lliga de Nacions CONCACAF: 2022–23[8]